# Martha Bucaram
Martha Bucaram Ortiz (Guayaquil, 12 de octubre de 1941 - Celica, 24 de mayo de 1981), fue una abogada y feminista ecuatoriana, esposa del presidente Jaime Roldós Aguilera, por lo que es reconocida como Primera dama de Ecuador, cargo que ejerció entre el 10 de agosto de 1979 y el 24 de mayo de 1981.

## Biografía
Fue la hija primogénita del inmigrante libanés Jacobo Bucaram Elmhalin y la ecuatoriana Rina Ortiz Caicedo, era por lo tanto hermana del deportista Jacobo Bucaram Ortiz y del expresidente, Abdalá Bucaram Ortiz.

### Matrimonio y descendencia
En 1962 contrajo matrimonio con el abogado y político ecuatoriano Jaime Roldós Aguilera, quien fuera trigésimo tercer presidente constitucional de la Ecuador entre 1979 y 1981. Fueron padres de tres hijos: Martha Roldós, Diana y Santiago Roldós Bucaram.
Su hija Martha se dedicó a la economía y política, llegando a ser diputada por el partido Red Ética y Democracia.

## Primera dama (1979-1981)
Cuando su esposo asumió la presidencia de la República del Ecuador, Martha hizo lo mismo con la tradicional dirección de las primeras damas ecuatorianas ante el Patronato Nacional del Niño, que había sido fundado en la década de 1960 por Corina del Parral Durán, y lo convirtió en el Instituto Nacional del Niño y la Familia (INNFA).
Como abogada feminista que en 1974 había luchado por cambios en el Código Civil, para así aumentar el rol de la mujer en la sociedad ecuatoriana y sacarla de su condición subordinada, cuando fue primera dama creó la Oficina de la Mujer, adscrita a la Presidencia en 1980.

## Fallecimiento

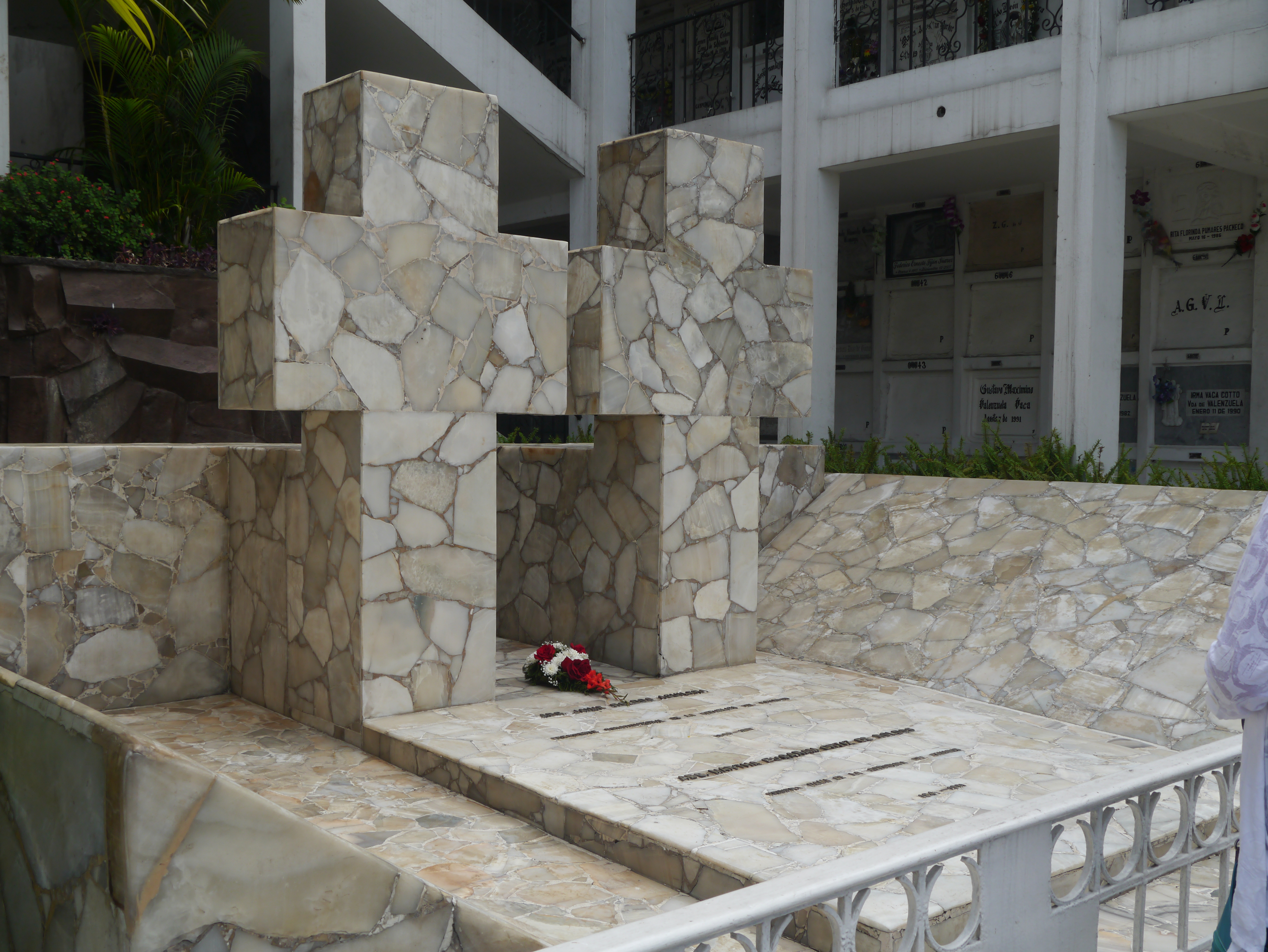
Tumba de Martha Bucaram y Jaime Roldós, en el Cementerio General de Guayaquil.

Martha Bucaram y su esposo fallecieron en un accidente aéreo en el cantón Celica, mientras se dirigían a una ceremonia oficial en la  provincia de Loja, el 24 de mayo de 1981.